# Lutówko (województwo kujawsko-pomorskie)
Lutówko (niem. Klein Lutau) – wieś w Polsce położona w województwie kujawsko-pomorskim, w powiecie sępoleńskim, w gminie Sępólno Krajeńskie.
Wieś położona jest na Pojezierzu Krajeńskim, przy Jeziorze Lutowskim, w Krajeńskim Parku Krajobrazowym. Miejscowość jest siedzibą Nadleśnictwa Lutówko.
W latach 1950–1975 miejscowość administracyjnie należała do tzw. dużego województwa bydgoskiego, a w latach 1975–1998 do tzw. małego województwa bydgoskiego. Według Narodowego Spisu Powszechnego (III 2011 r.) liczyła 306 mieszkańców. Jest siódmą co do wielkości miejscowością gminy Sępólno Krajeńskie.
W okresie międzywojennym w miejscowości stacjonowała placówka Straży Granicznej I linii „Lutówko”.